# Alphonse Pénaud

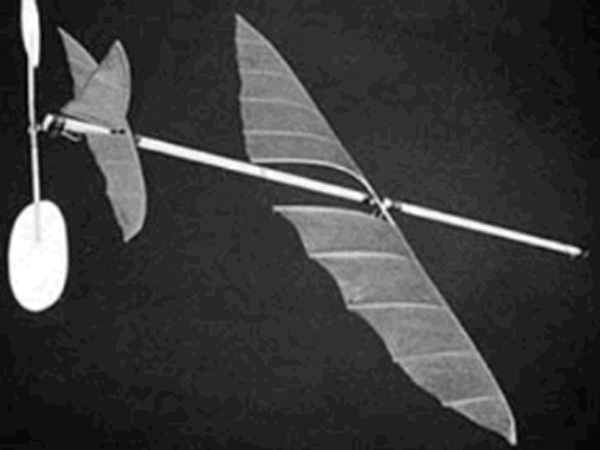
Planafóro
Modelo de nave diseñado por Alphonse Pénaud, 1871.

Alphonse Pénaud (1850 París –1880) fue uno de los mayores pioneros aviación del siglo XIX, inventor de los aviones de aeromodelismo propulsados con tiras de gomas (Planaphore) además de ser uno de los fundadores de la industria de la aviación.  Fue un constructor y vendedor de ornitópteros así como de otros modelos de aeromodelismo propulsados mediante propulsantes, y con Paul Gauchot diseñó monoplanos anfibios con tren de aterrizaje autoretractable. Alphonse Pénaud murió por suicidio. Es considerado por sus investigaciones en la propulsión y diseño como el padre del "aeromodelismo".

## Obra
Una de las hazañas por las que es recordado Alphonse Pénaud es haber sido la primera persona en hacer volar un avión de aeromodelismo, su primer diseño lo denominó "Planóforo" y fue volado en los jardines de las Tullerías en París, Francia, el 18 de agosto de 1871. Este modelo de Planóforo se movía impulsado por unas tiras de gomas que hacían propulsar unas hélices, el modelo llegó a volar casi 55 m en 11 segundos. Penaud es acreditado como el primer ingeniero en emplear una estructura aeronáutica cruciforme para la parte trasera del modelo (hoy en día son conocidas como colas de "Penaud"). años más tarde investigó la posibilidad de emplear sus propulsiones de gomas en la construcción de helicópteros.
Los trabajos de Alphonse Pénaud en el terreno del aeromodelismo influyeron a ingenieros aeronáuticos posteriores a él como fueron: George Cayley, Langley (empleo la idea de Alphonse en el vuelo de modelos pilotados) y Orville Wright y Wilbur que se inspiraron en algunos de sus diseños.

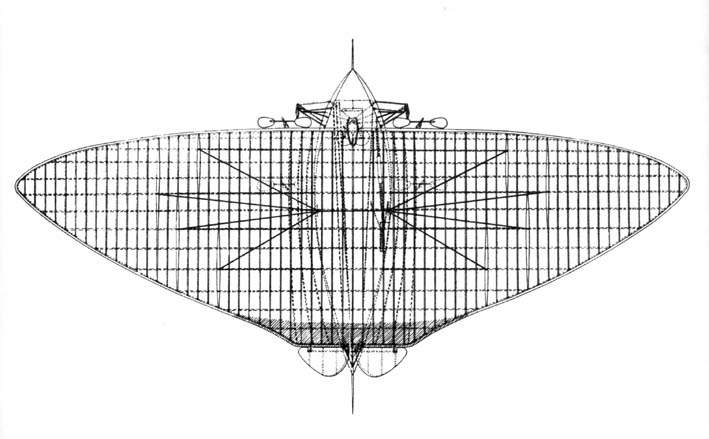
Plano del aeroplano de Alphonse Pénaud y Paul Gauchot.

El 16 de febrero de 1876  los ingenieros franceses Alphonse Pénaud y Paul Gauchot depositaron el brevet o patente de « un aéro-plane ou appareil aérien volant » (un aeroplano  o aparato aéreo volante) anfibio movido por dos hélices y poseedor de todas las características de un ala volante, aunque al parecer tal ingenio nunca salió de la etapa de proyecto.

## Reconocimiento
La Federación Aeronáutica Internacional (FAI) pone desde el año 1971 un Alphonse Penaud Aeromodelling Diploma celebrado cada año, en el que concursan aeromodelistas de diferentes países. 